# Francis Marion Walker
Francis Marion Walker (12 novembre 1827 – 22 juillet 1864) est un officier de l'armée des États confédérés pendant la guerre de Sécession (guerre civile). Il est tué alors qu'il commande une brigade à la bataille d'Atlanta, le 22 juillet 1864, un jour précédant la délivrance de sa commission en tant que brigadier général dans l'armée confédérée.

## Avant la guerre
Francis Marion Walker naît à Paris, au Kentucky, le 12 novembre 1827,,. Ses parents sont John et Tabitha (Taylor) Walker. La mère de Walker meurt alors qu'il est jeune. En 1843, la famille Walker déménage dans le comté de Hawkins dans l'est du Tennessee, où son père est propriétaire d'une taverne. Walker a une éducation formelle limitée, mais enseigne à l'école pour sa propre éducation et pour gagner de l'argent pour des frais de scolarité.
Walker est élu second lieutenant dans le 5th Tennessee Infantry, commandé par son père en tant que colonel, au cours de la guerre américano-mexicaine. L'unité est envoyée au Mexique, mais la guerre est terminée avant qu'il puisse être envoyé au combat.
Walker est diplômé avec les honneurs de l'université de Transylvania en 1850. Il fonde un cabinet d'avocats à Rogersville, au Tennessee. En 1854, il déménage à Chattanooga, dans le Tennessee et installe un cabinet d'avocat. Il est échevin de Chattanooga en 1858-1859 et procureur général du Tennessee du quatrième district de 1860 jusqu'au début de la guerre de Sécession.
Walker a un fils renommé, Lapsley Greene Walker, un journaliste de Chattanooga, qui s'opposera au Ku Klux Klan,.

## Guerre de Sécession
Walker est en fait un unioniste engagé et fait des discours de soutien à l'Union, dans le Tennessee oriental avant la déclaration de sécession du Tennessee de l'Union. Après l'adhésion à la Confédération du Tennessee, Walker décide de rester avec son État et rejoint la cause de la Confédération. Il devient capitaine des « Marsh Blues » du comté de Hamilton, au Tennessee, qui devient la compagnie I du 19th Tennessee Infantry. La compagnie est désignée en référence à Ed Marsh, un homme de la région qui fournit les uniformes et l'équipement. Walker est promu lieutenant-colonel du régiment le 11 juin 1861.
Le régiment de Walker combat à la bataille de Mill Springs et à la bataille de Shiloh, où l'unité et Walker sont félicités pour actes de bravoure. Walker reçoit l'épée du général de l'Union Benjamin Prentiss lors de sa reddition à Shiloh. Walker est élu colonel du 19th Tennessee Infantry le 8 mai 1862. Par la suite, il mène le régiment à la bataille de Stone's River, à la bataille de Chickamauga et lors de la campagne de Chattanooga. Le régiment combat au cours de la campagne d'Atlanta. Combattant dans les tranchées, le régiment décime les soldats de l'Union montant à l'assaut lors de la bataille de Kennesaw Mountain le 27 juin 1864.
Le commandant de la brigade, le brigadier général Otho F. Strahl et le chef de corps, le lieutenant général William J. Hardee recommande à plusieurs reprises Walker pour une promotion au grade de brigadier général. En juin 1864, Walker se voit confier le commandement d'une brigade dans la division du major général Benjamin F. Cheatham lorsque le brigadier général George Maney est promu au commandement divisionnaire.
Le 17 juillet 1864, juste avant la bataille de Peachtree Creek, le 20 juillet 1864, le président confédéré Jefferson Davis remplace le général Joseph E. Johnston en tant que commandant de l'armée du Tennessee défendant Atlanta avec le lieutenant général agressif, temporairement général John Bell Hood,,. Le 22 juillet 1864, Hood ordonne au général Hardee de contourner le flanc gauche de l'armée de l'Union à l'est d'Atlanta pour une attaque surprise, tandis que le major général Cheatham, alors au commandement de l'ancien corps de Hood, doit lancer une attaque de diversion devant la force de l'Union et le commandant de la cavalerie, le major général Joseph Wheeler, attaquera leur ligne d'approvisionnement,,. S'ensuit la bataille d'Atlanta, livrée à l'est et au sud de la ville et près des lignes d'approvisionnement de l'Union plus à l'est à Decatur, en Géorgie. Au cours d'une dure journée de combat après une marche de nuit pour se mettre en position, les hommes de Hardee parviennent à contourner l'arrière du flanc gauche de l'Union et à reprendre certains ouvrages qui ont été construits plus tôt par les confédérés. Le major général de l'Union James B. McPherson, qui est tué pendant la bataille, prévoit la manœuvre des confédérés contre l’extrémité de son flanc, remodèle sa ligne et envoie des renforts sur le flanc.
À 17 heures, les avancées confédérées le long du front de l'Union est inversé, bien que la force de l'Union ait perdu une grande partie de la gauche, ou du sud, de sa ligne. Une partie du XVIIe corps du major général Francis Preston Blair, Jr, tient toujours une position ancrée sur Bald Hill. Le major général confédéré Patrick Cleburne, opérant sous les ordres de Hardee, réunit des forces disponibles dans la région pour faire une grande attaque contre la position de l'Union sur Bald Hill. Blair pendant ce temps, a pensé que l'effort confédéré est passé et suggère même dans un message adressé au commandant de l'armée de l'Union du major général William T. Sherman qu'avec une autre brigade, il pourrait reprendre le terrain perdu.
Les hommes de Francis M. Walker, qui comprend son 19th Tennessee Infantry ainsi que la vieille brigade de Maney, n'ont pas été engagés ce jour depuis qu'ils ont marché et contre-marché pour revenir presque à leur position d'origine. Cleburne place la brigade de Walker sur le front gauche de la force d'assaut. L'attaque est lancée avec environ 3 500 hommes au total, et 2 000 de plus lors d'une deuxième vague, vers 18 heures. Cleburne mène lui-même  l'attaque avec la brigade de Walker. La force de l'Union a environ la moitié moins d'hommes, mais ils sont derrière leurs défenses. Émergeant d'un bois, les hommes de Walker sont durement frappés et commencent à retraiter avant que Cleburne et Maney ne les rallient. Puis ils placés pour un assaut sur deux côtés avec des troupes à leur droite contre la ligne de l'Union. Malgré des pertes d'environ 100 blessés dans leur précédent avancée, les hommes de Walker, suivent Walker, qui brandit son épée pour les encourager, vers la crête de la colline. Alors qu'elle atteint la crête, la brigade de Walker brigade est frappée par une énorme salve des défenseurs positionnés au-dessus de la crête. Walker est tué par la volée. Il avait été nommé brigadier général la veille, mais il n'avait pas encore reçu la lettre de notification de sa nomination. La commission de Walker arrive à son état-major le lendemain de sa mort. Après la mort de Walker, plusieurs de ses hommes sont envoyés vers un autre point de l'attaque pour essayer de prendre une batterie de l'Union et subissent de graves pertes. Alors que la nuit tombe, les confédérés ne peuvent pas continuer l'attaque et les troupes de l'Union tiennent leur fort au sommet de la colline. Les confédérés ont subi plus de 600 blessés, alors que les défenseurs de l'Union ont subi environ 550 morts lors de la bataille de la Bald Hill, qui n'est qu'une petite partie de la bataille d'Atlanta,.
Bien que Walker aurai pu agir comme brigadier général à compter de la réception de la commission, il n'aurait toujours pas été officiellement et légalement un brigadier général avant la confirmation de sa nomination par le sénat confédéré. Le sénat confédéré n'a pas confirmé la nomination à la date de la mort de Walker.

## Suite
Walker est d'abord enterré dans le cimetière des citoyens à Griffin, en Géorgie. Ses restes sont ré-inhumés dans le carré familial dans le cimetière de Forest Hills de Chattanooga, dans le Tennessee en 1889.